# Cratere Roerich
Roerich  è un cratere sulla superficie di Mercurio.